# Mediahuis NRC
Mediahuis NRC (voorheen NRC Media) is een Nederlandse mediagroep die sinds 2015 eigendom is van het Belgische Mediahuis. Mediahuis NRC beheert de krant NRC. Van 2020 tot 2024 was ook radiozender Sublime deel van het bedrijf.

## Geschiedenis

### Overnames
Na de overname van PCM Uitgevers door De Persgroep, in het voorjaar van 2009, werd bekend dat NRC Media verkocht zou worden. Later dat jaar werd er een veiling gehouden met drie kandidaat eigenaren: de FD Mediagroep, de Vereniging Veronica met Corelio en de televisiezender Het Gesprek met de investeringsmaatschappij Egeria van de familie Brenninkmeijer. In december 2009 besloot PCM dat Het Gesprek/Egeria de nieuwe eigenaar zou moeten worden. De overname werd een dag later door beide redacties bekrachtigd.

#### Het Gesprek/Egeria (2009–2015)
Investeringsmaatschappij Egeria kreeg een belang van 80% in handen, het overige deel ging naar Het Gesprek. Ze betaalden ongeveer 70 miljoen euro voor NRC Media. Door de overname werd er een nieuw bedrijf opgericht waar Het Gesprek en NRC Media deel van uit zouden gaan maken: de NRC Holding. De nieuwe eigenaren wilden onder andere dat nrc.next meer met De Volkskrant zou gaan concurreren en dat beide titels zich meer profileerden op het internet. In 2010 werd er, in tegenstelling tot andere kranten, niet gereorganiseerd. In maart 2010 werd de overname afgerond en later in dat jaar maakte NRC Media bekend dat de volledige groep per eind 2012 naar Amsterdam zou verhuizen.
Op 16 september 2010 verkochten Ruud Hendriks en Harry de Winter van Het Gesprek hun aandeel in Lux Media aan Egeria. Alleen Derk Sauer hield nog een belang in Lux Media.

#### Mediahuis (2015–heden)
NRC Media werd in maart 2014 door Egeria ter verkoop aangeboden. Mediahuis, De Persgroep en de Telegraaf Media Group werden genoemd als mogelijke geïnteresseerden. Begin februari 2015 werd bekendgemaakt dat het Belgische Mediahuis de nieuwe eigenaar werd. De overnamesom lag tussen de 90 en 95 miljoen euro, waarvan Mediahuis ongeveer een derde betaalde, een derde werd geleend bij ABN AMRO en verder betaalden de Stichting Democratie en Media (SDM) en V-Ventures, de investeringsmaatschappij van de Vereniging Veronica, mee.
Na de overname van NRC Media door Mediahuis zijn bijna alle grote Nederlandse kranten in Belgische handen. Zo heeft het Vlaamse mediabedrijf DPG Media al sinds 2009 de kranten de Volkskrant, het AD, Trouw en Het Parool in haar portfolio. Dit leidde tot meerdere discussies in de Nederlandse politiek over de Belgische dominantie op de Nederlandse krantenmarkt.
Medio 2017 heeft Mediahuis de twee andere aandeelhouders in Mediahuis NRC vrijwel volledig uitgekocht. V-Ventures heeft haar belang van 7,5% volledig afgestoten en SDM heeft haar aandelenbelang van 10% sterk afgebouwd.
Op 29 oktober 2020 werd bekend dat NRC Media de eigenaar werd van radiozender Sublime. Met deze overname hoopte NRC Media haar groeiambitie op het gebied van audio te verwezenlijken, onder andere door middel van radio en podcasts. In 2024 werd Sublime ondergebracht bij Mediahuis Radio.

## Merken

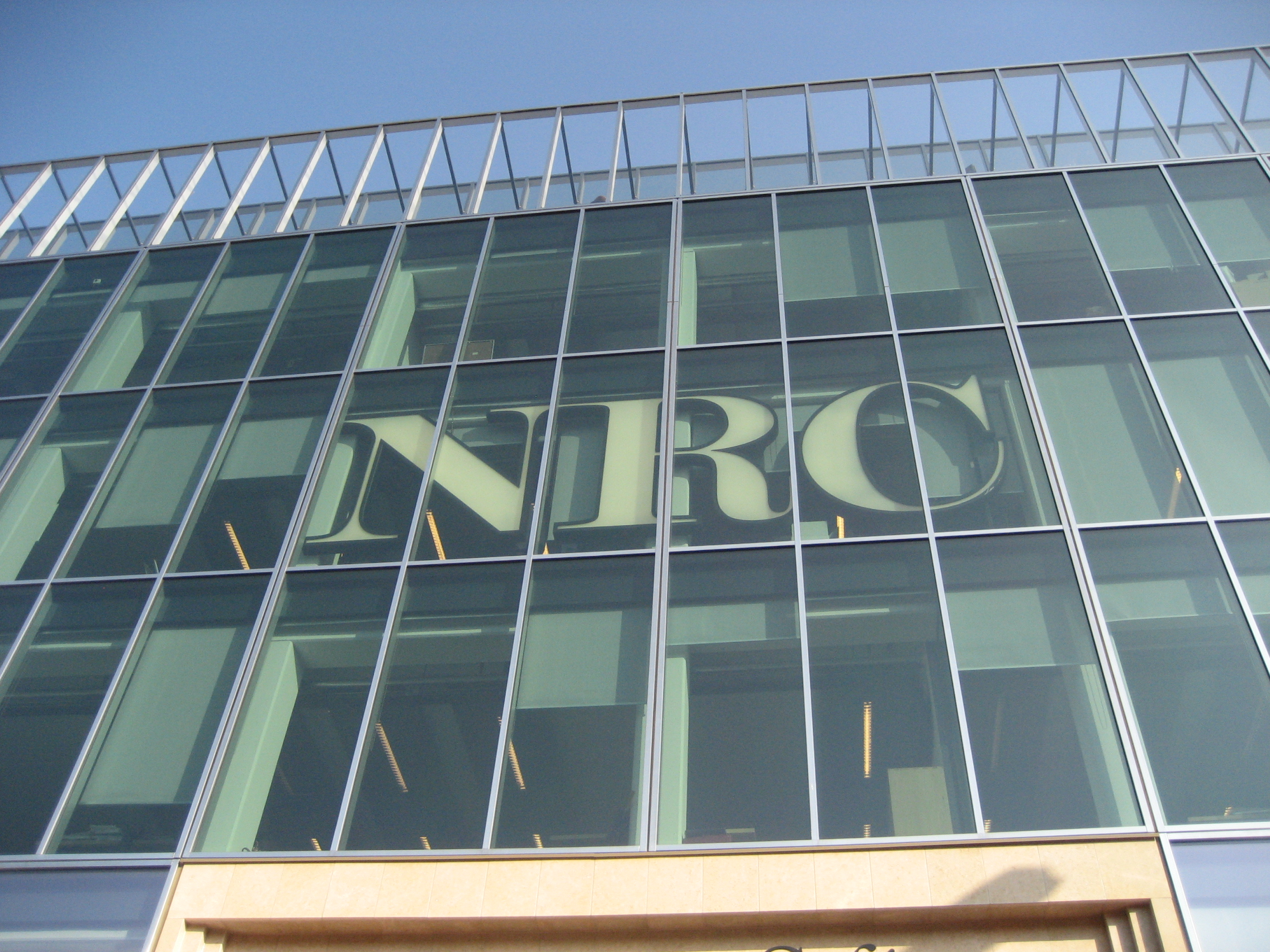
Gevel van het NRC-gebouw aan het Rokin

### Print

#### NRC
NRC is een Nederlands dagblad dat wordt uitgegeven door Mediahuis NRC en wordt gezien als kwaliteitskrant. De eerste editie van deze krant werd op 1 oktober 1970 gepubliceerd na een fusie van het Algemeen Handelsblad en de Nieuwe Rotterdamse Courant. De redactie van de krant is gevestigd aan het Rokin in Amsterdam en staat sinds 2019 onder leiding van hoofdredacteur René Moerland. Eerder waren onder andere Birgit Donker en Peter Vandermeersch hoofdredacteur. Het NRC Handelsblad heeft enkele bekende columnisten in dienst (gehad), zoals Marcel van Roosmalen, Ellen Deckwitz, Abdelkader Benali, Youp van 't Hek, Japke-d. Bouma, Wilfried de Jong en Tommy Wieringa. Door de jaren heen wisten verscheidende redacteurs een journalistieke prijs te winnen, waaronder De Tegel in 2006, 2007, 2012, 2013, 2014, 2016, 2017 en 2019. In het voorjaar van 2021 behaalde NRC het hoogste aantal (digitale) abonnees in haar bestaan, 300.004. Tot 25 april 2022 werd de krant hoofdzakelijk 's middags uitgegeven onder de naam NRC Handelsblad, waarvan de laatste vijf jaar de ochtendeditie (voorheen nrc.next) en middageditie vrijwel identiek waren. Sinds 29 maart 2021 wordt NRC uitgegeven als ochtendkrant.

#### nrc.next
Nrc.next was een ochtendkrant die bestond tot 29 maart 2021, en richtte zich in eerste instantie vooral op lezers van 20 tot 35 jaar. In de beginjaren verschilden de signatuur en inhoud van deze kranten van elkaar, maar vanaf mei 2015 is de redactie van het toenmalige nrc.next toegevoegd aan de algemene NRC-redactie. In de voorgaande periode had de krant een eigen hoofdredacteur, zoals Hans Nijenhuis en Rob Wijnberg. Toen in 2021 de naam nrc.next verviel en de ochtendeditie werd hernoemd naar NRC, waren ochtendkrant nrc.next en middagkrant NRC Handelsblad in feite al een aantal jaren twee edities van dezelfde krant, waardoor men heeft besloten de ochtendeditie te hernoemen.

#### NRC De Week
NRC brengt ook Nederlands nieuws in het buitenland via een speciale uitgave genaamd NRC De Week. Deze speciale abonnementsmogelijkheid richt zich specifiek op Nederlanders buiten het Koninkrijk. De krant verschijnt wekelijks op maandag. Het tijdstip en de dag van bezorging hangt af van het land en de plaats waar NRC De Week bezorgd moet worden.

#### NRC Weekend
NRC Weekend is de zaterdageditie van het NRC. Deze editie is meer gericht op onderzoeksjournalistiek, duurzaamheid en persoonlijke financiën. Ook is er meer aandacht voor het nieuws uit Amsterdam en Rotterdam, van oudsher twee belangrijke steden voor NRC.

#### Het Blad bij NRC
Het Blad bij NRC is een weekendbijlage dat tien keer per jaar verschijnt met NRC Weekend. Het Blad bevat onder andere columns, fotoreportages en inspirerende verhalen.

### Online

#### NRC.nl
Sinds de jaren '10 neemt het internet een steeds grotere positie in binnen Mediahuis NRC. De artikelen van de kranten worden dan ook gepubliceerd op NRC.nl en worden er regelmatig liveblogs bijgehouden, bijvoorbeeld in tijden van Tweede Kamerverkiezingen of gedurende de coronapandemie in Nederland. Ook kunnen abonnees via de website de meest recente krant downloaden en lezen. Op 27 mei 2021 werd bekend dat NRC zou gaan experimenteren met door spraakrobots voorgelezen artikelen.

#### NRC App
De gratis NRC-app biedt gebruikers de artikelen, het nieuws en de liveblogs die ook via NRC.nl beschikbaar zijn. Daarnaast geeft het aangemelde gebruikers de mogelijkheid om zelf hun eigen nieuwsbundel samen te stellen door onderwerpen te selecteren die zij belangrijk vinden. Ook verstuurd de app notificaties wanneer er een belangrijk artikel wordt gepubliceerd die mogelijk de interesse van de gebruiker aanspreekt.

### Audio

#### NRC Audio App
Naast de reguliere NRC-app heeft Mediahuis NRC ook een audio app waarop verschillende audioproducties van Mediahuis NRC te beluisteren zijn. Zo is er wekelijks de podcast NRC Haagse Zaken met onder andere Lamyae Aharouay, Onbehaarde Apen, Onder De Streep, Tussen de regels en de dagelijkse podcast NRC Vandaag met Thomas Rueb, Floor Boon of Geertje Tuenter. Ook is er een geselecteerd aanbod van podcasts van andere producenten, zoals de podcast The Daily van The New York Times.

#### NRC Podcasts
Sinds het najaar van 2019 is Mediahuis NRC haar audio-activiteiten aan het ontwikkelen en uitbreiden. Zo produceert het een aantal podcasts die te beluisteren zijn via de NRC Audio App. Eerder werden al de podcasts NRC Haagse Zaken en NRC Vandaag vermeld op deze pagina, maar NRC maakt ook kortere series zoals De Keerzijde, Hans of Cocaïnekoorts. In 2021 werd de Zilveren Reissmicrofoon aan NRC Podcasts toegekend.

## Ondersteunende bedrijven

### NRC Audiohuis
Op 24 maart 2021 maakte NRC Media bekend een eigen productiehuis op te zetten voor audioproducties; podcasts. Dit paste binnen de strategie van het mediabedrijf om haar positie op audiogebied te versterken, waarvoor het eerder al een eigen app lanceerde en radiostation Sublime overnam. Sublime werd in 2024 ondergebracht bij Mediahuis Radio.